# Dobřejovice
Obec Dobřejovice (německy Manderscheid či Dobrejowitz) se nachází v okrese Praha-východ, ve Středočeském kraji. Rozkládá se asi osmnáct kilometrů jihovýchodně od centra Prahy a šest kilometrů západně od města Říčany. Žije zde přibližně 1 300 obyvatel.

## Historie
První písemná zmínka o obci pochází z roku 1309.

## Obecní správa
V letech 1960–1990 k obci patřily Modletice a Nebřenice.

### Územněsprávní začlenění
Dějiny územněsprávního začleňování zahrnují období od roku 1850 do současnosti. V chronologickém přehledu je uvedena územně administrativní příslušnost obce v roce, kdy ke změně došlo:
- 1850 země česká, kraj Praha, politický i soudní okres Jílové[5]
- 1855 země česká, kraj Praha, soudní okres Jílové[5]
- 1868 země česká, politický okres Karlín, soudní okres Jílové[5]
- 1884 země česká, politický okres Královské Vinohrady, soudní okres Jílové[6]
- 1921 země česká, politický okres Královské Vinohrady sídlo Jílové, soudní okres Jílové[7]
- 1925 země česká, politický i soudní okres Říčany[8]
- 1939 země česká, Oberlandrat Praha, politický i soudní okres Říčany[9]
- 1942 země česká, Oberlandrat Praha, politický okres Praha-venkov-jih, soudní okres Říčany[10]
- 1945 země česká, správní i soudní okres Říčany[11]
- 1949 Pražský kraj, okres Říčany[12]
- 1960 Středočeský kraj, okres Praha-východ[13]

## Společnost
Ve vsi Dobřejovice (412 obyvatel) byly v roce 1932 evidovány tyto živnosti a obchody: cihelna, 2 hostince, pražírna kávy, kolář, kovář, krejčí, obuvník, řezník, 2 obchody se smíšeným zbožím, trafika, truhlář, 2 velkostatky.

## Osobnosti
- Václav Vačkář (1881–1954) – hudební skladatel, který obci věnoval Dobřejovickou polku.
- Karel Dewetter (1882–1962) –  spisovatel

## Pamětihodnosti a přírodní zajímavosti
- Zámek Dobřejovice – hodnotný příklad barokního panského sídla z 18. století, jehož součástí je i kaple Nejsvětější Trojice s věžičkou a původně rozsáhlý dvůr, dnes v podobě nepatrného torza, jinak zastavěný novodobou zástavbou.
- Sýpka – samostatně stojící zděný barokní hospodářský objekt z 18. století s valbovou střechou severozápadně od někdejšího zámeckého dvora, členěný obdélnými špýcharovými okénky s pozůstatky původních šambrán a fragmenty štukové výzdoby v omítce.
- Kaple
- Pomník padlým
- Několik staveb lidové a tradiční architektury (např. čp. 14, 15, 22 a 42)
- Pozůstatky zdi zámeckého areálu a brány
- Památné stromy Dobřejovická linda, Dobřejovický topol, Dobřejovické kleny a Lípa u rasovny
- Nový (resp. Mlýnský) rybník severně od vsi
- Rybník Skalník jižně od vsi
- Údolí Dobřejovického potoka

## Doprava
Územím obce prochází ve vzdálenosti 1 km od zastavěného území silnice II/101 v úseku Říčany – D1 – Dobřejovice – Jesenice. Území obce protíná Pražský okruh spojující brněnskou dálnici D1 na exitu 10 s plzeňskou dálnicí D5 na exitu 1. Silnice III. třídy procházející obcí jsou:
- III/0032 Průhonice – Dobřejovice
- III/00311 Čestlice – Dobřejovice – Modletice
- III/00316 spojka silnic II/101 a III/0032
- III/00317 ze silnice II/101 na Herink

Příměstské autobusové linky projíždějící obcí vedly v roce 2011 do těchto cílů: Čestlice, Modletice, Jesenice, Mukařov, Praha-Opatov, Říčany (dopravce Veolia Transport Praha, s. r. o.), Praha-Opatov, Velké Popovice (dopravce Dopravní podnik hl. m. Prahy, a. s.).

## Další fotografie

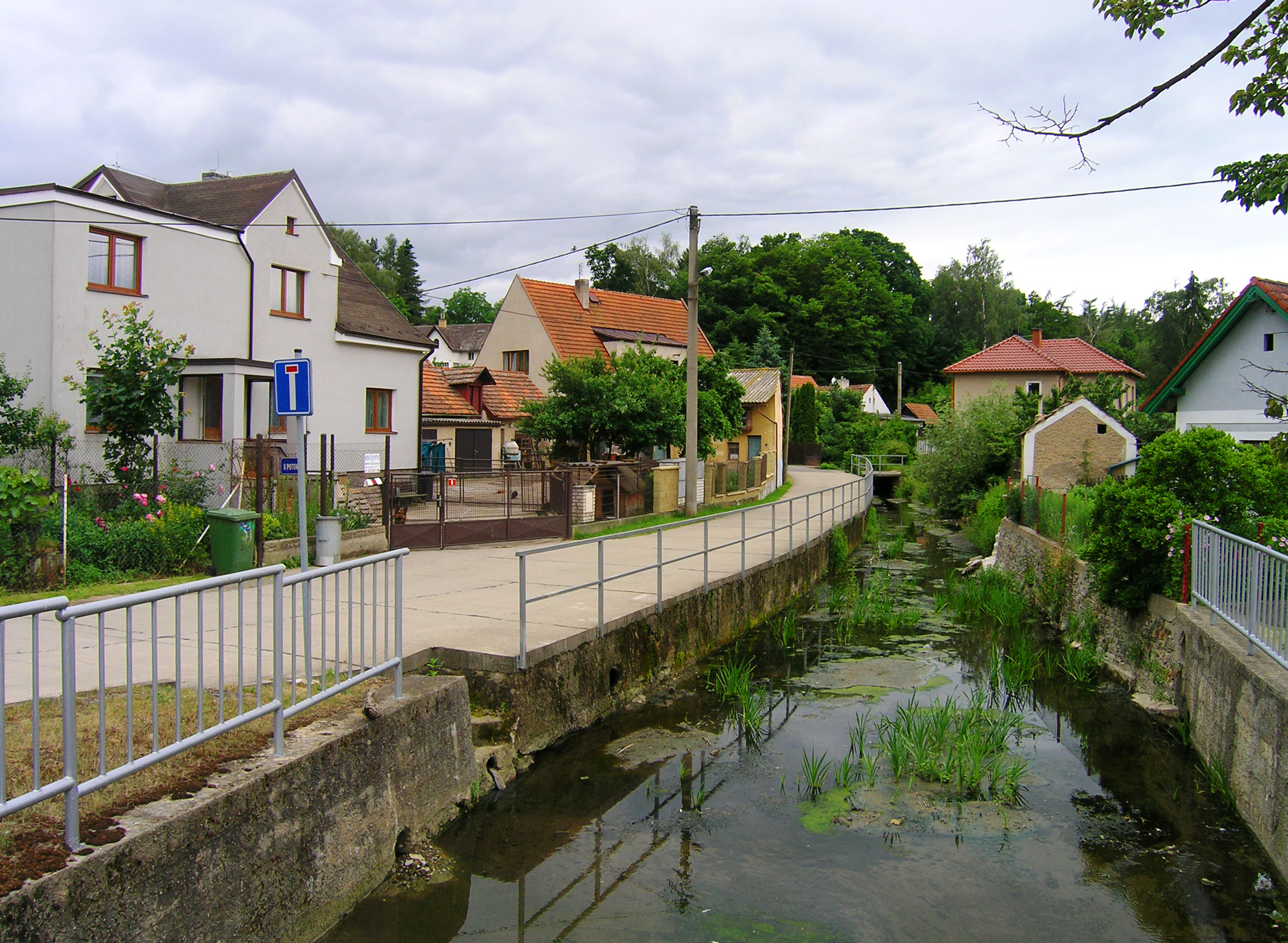
Dobřejovický potok
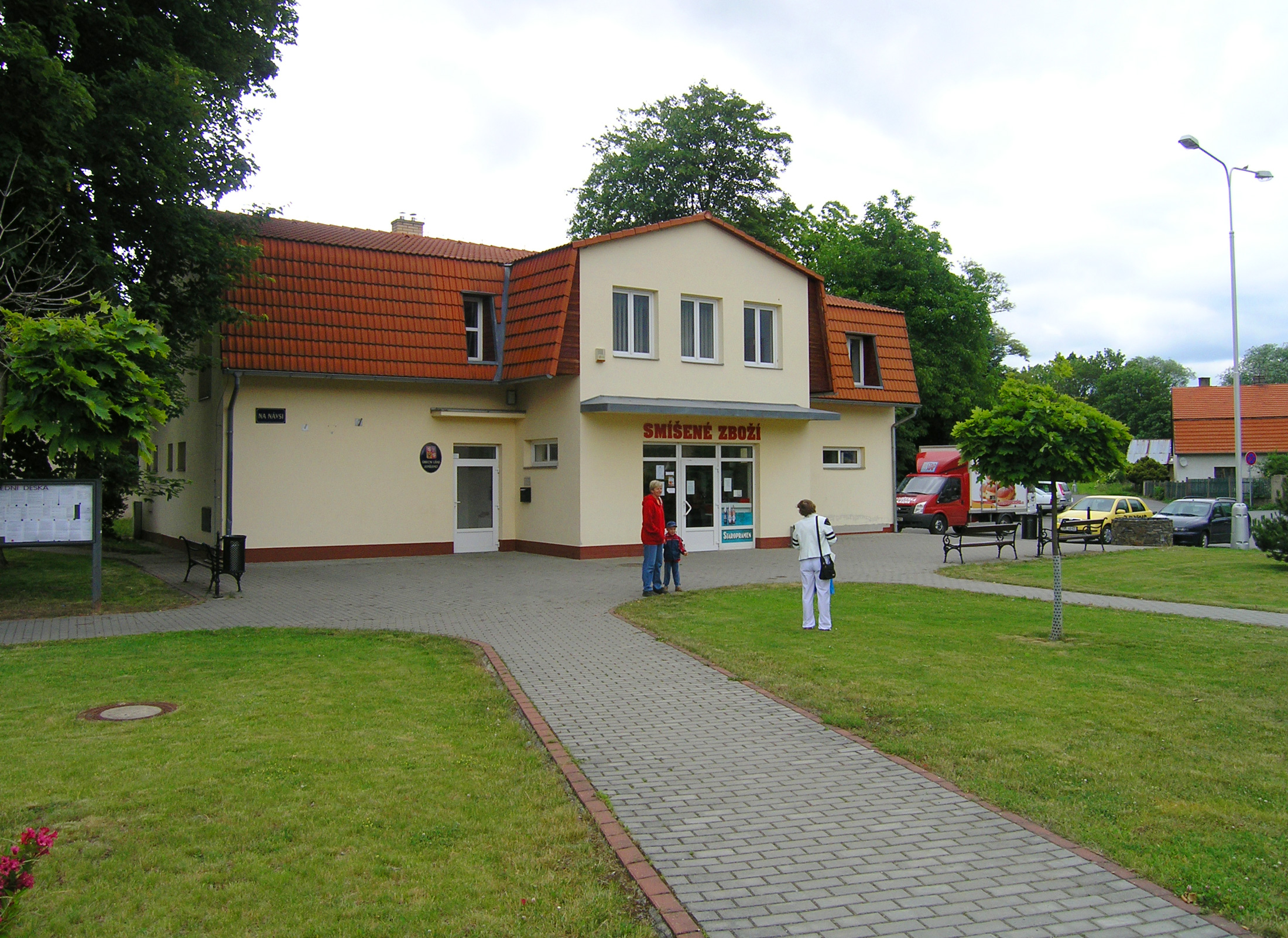
Obecní úřad
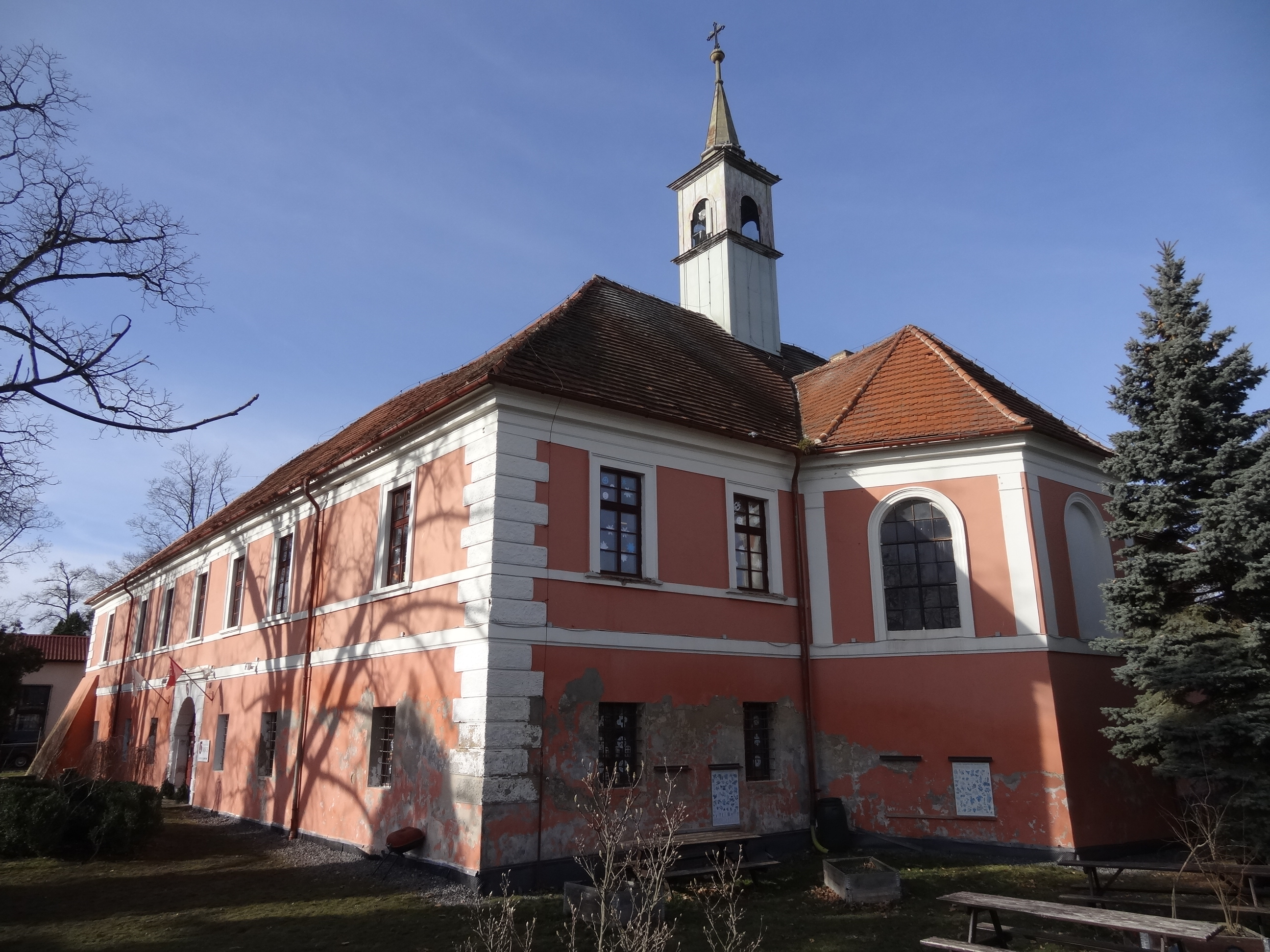
Zámek od východu
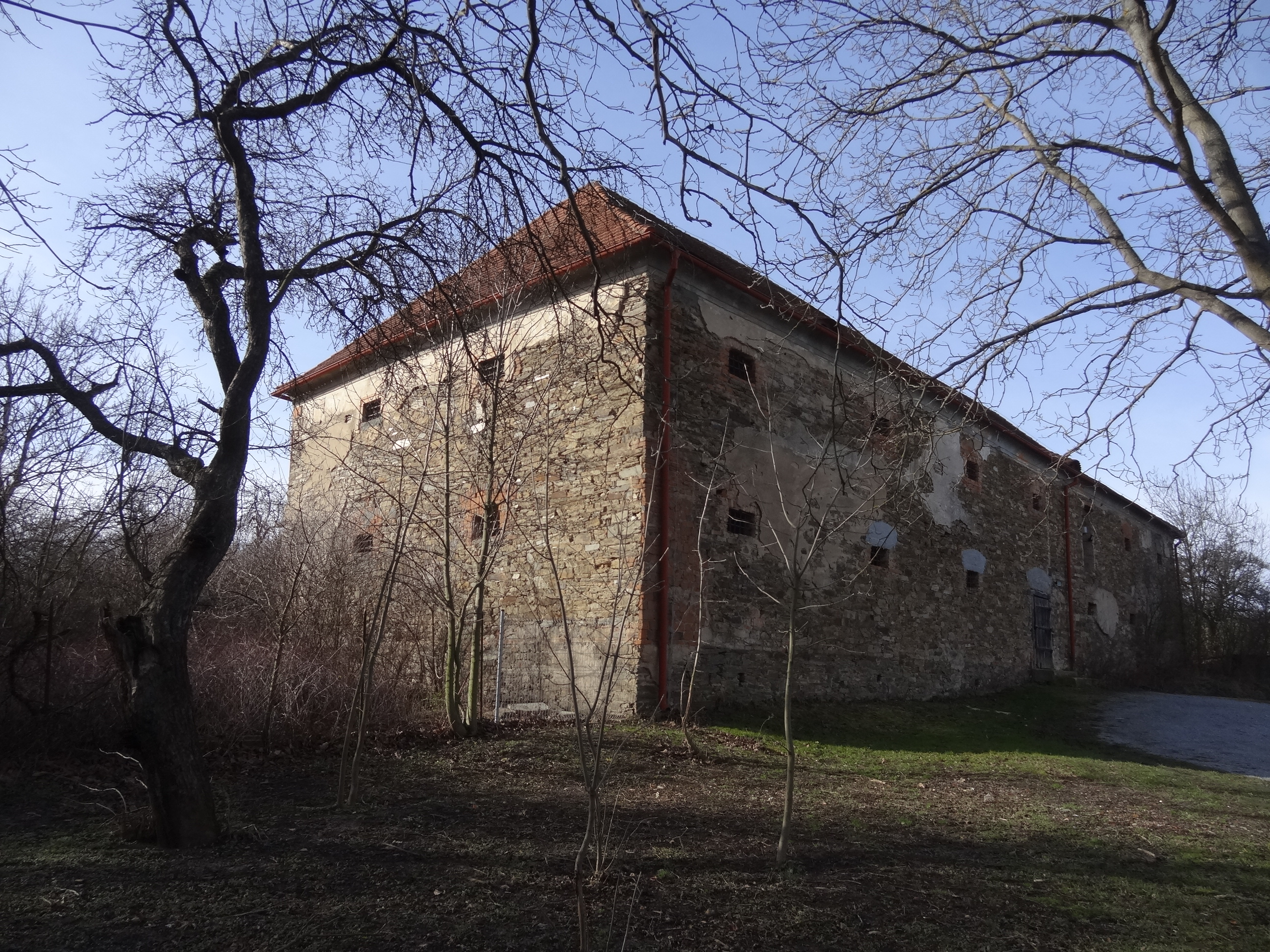
Památkově chráněná sýpka
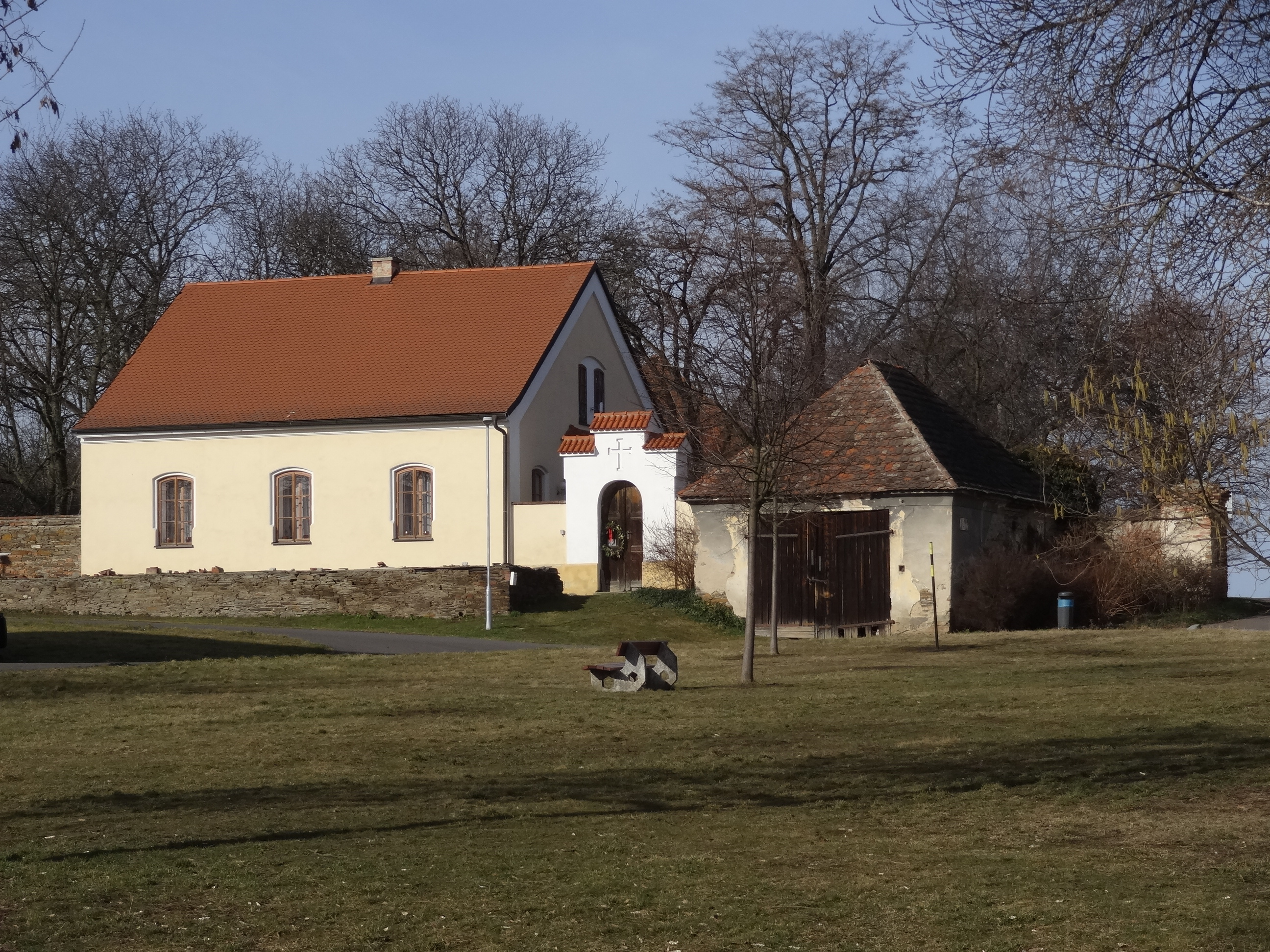
Dům čp. 42
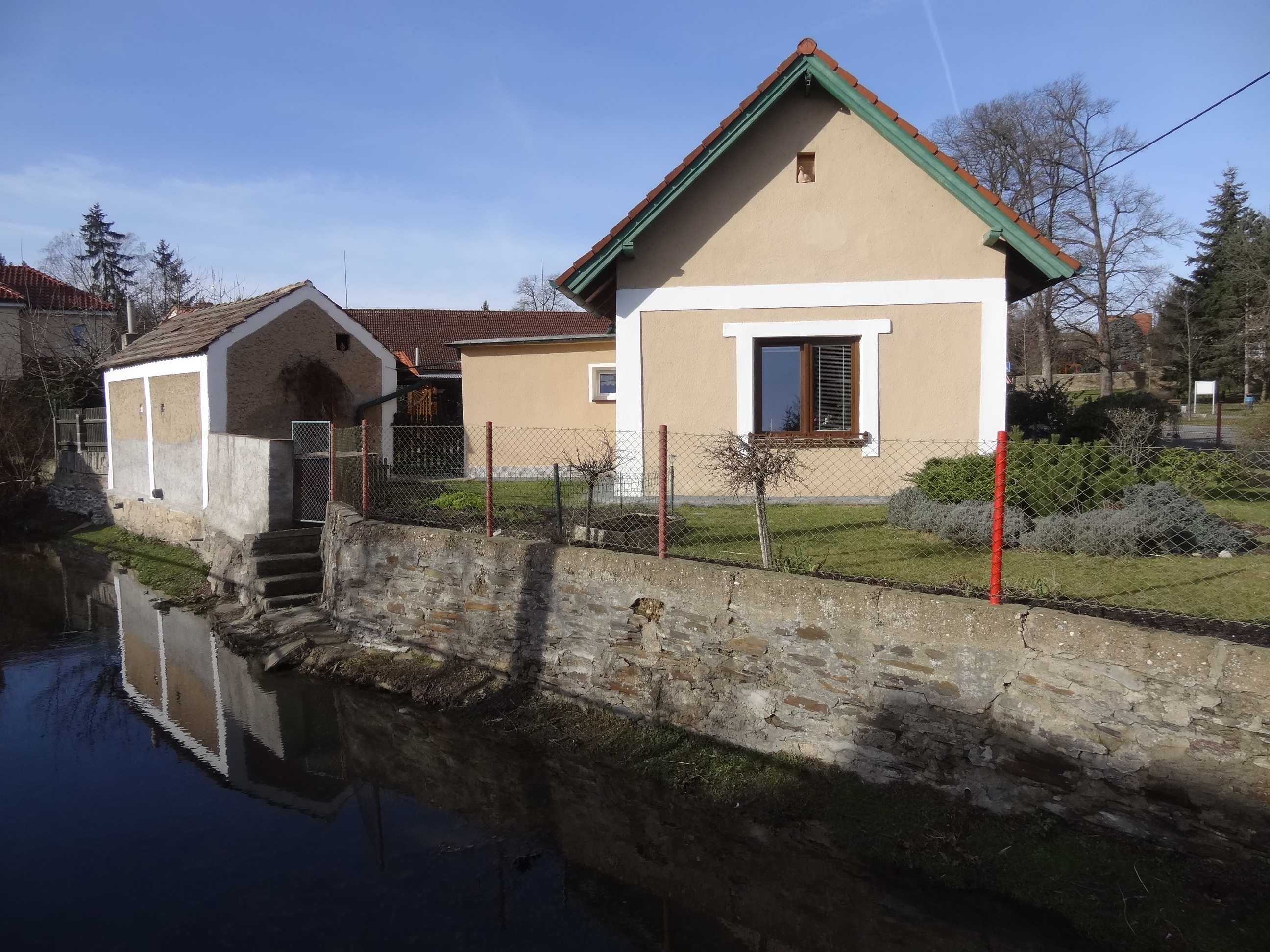
Dům čp. 27
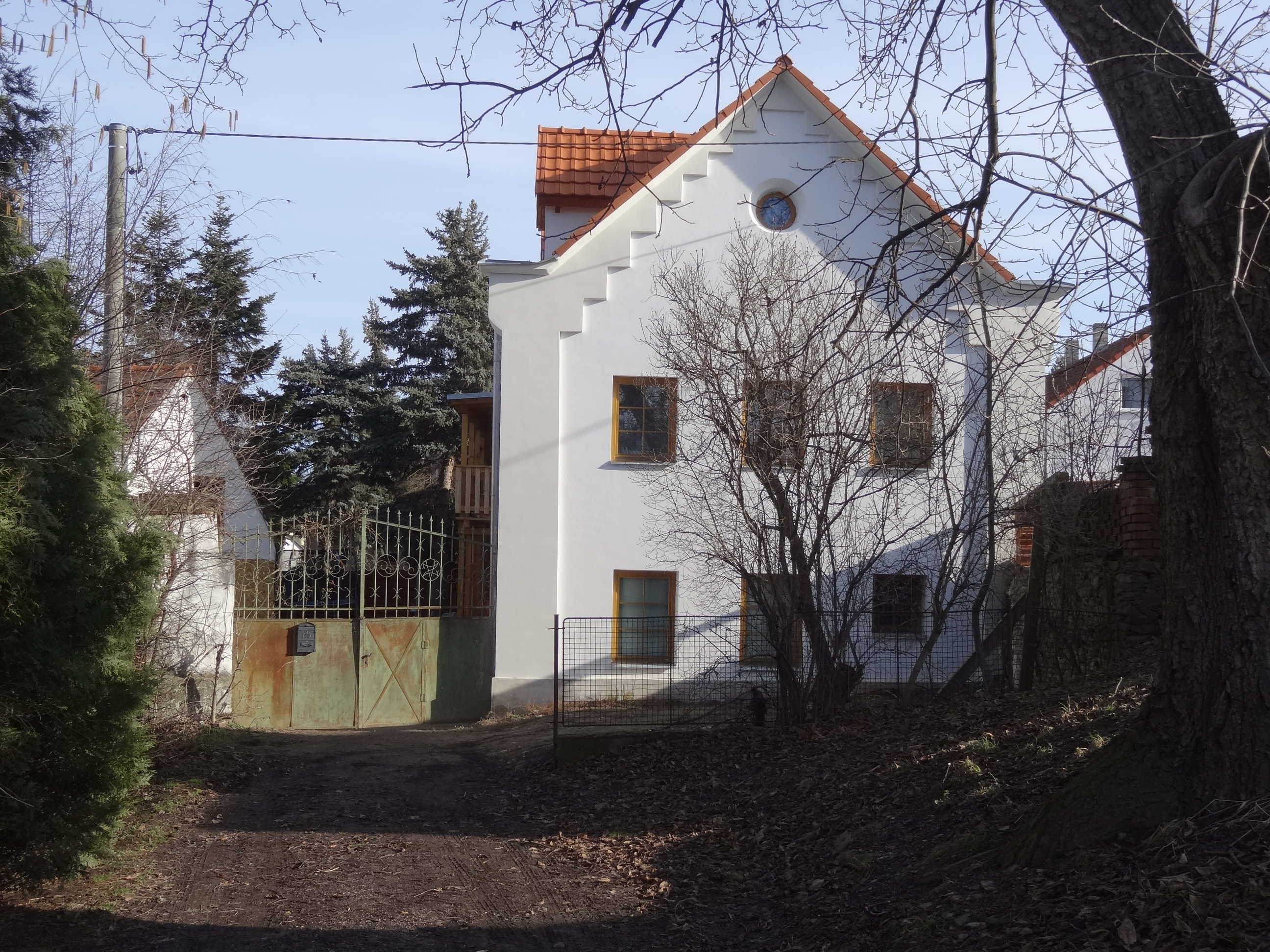
Dům čp. 22
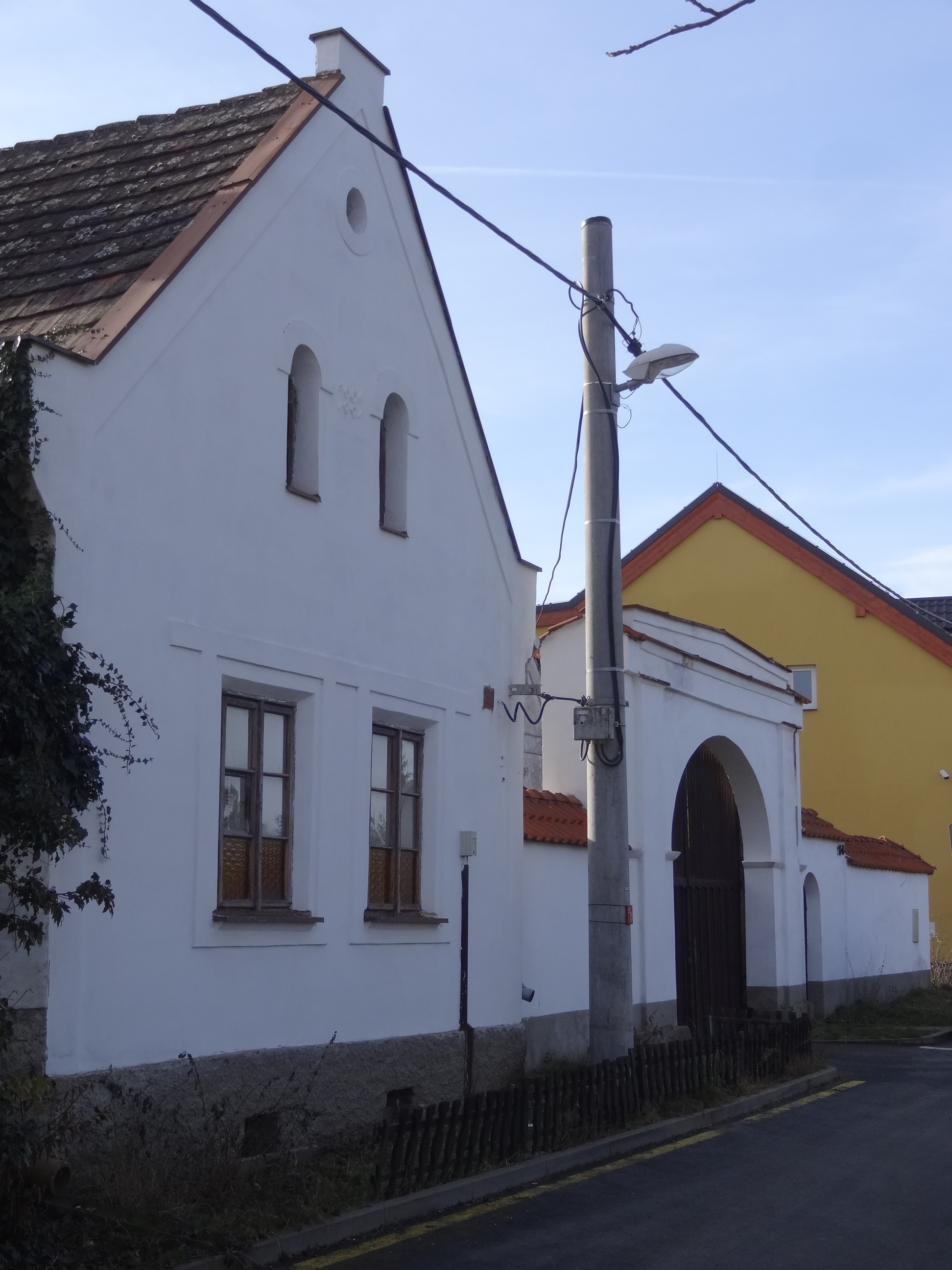
Dům čp. 14
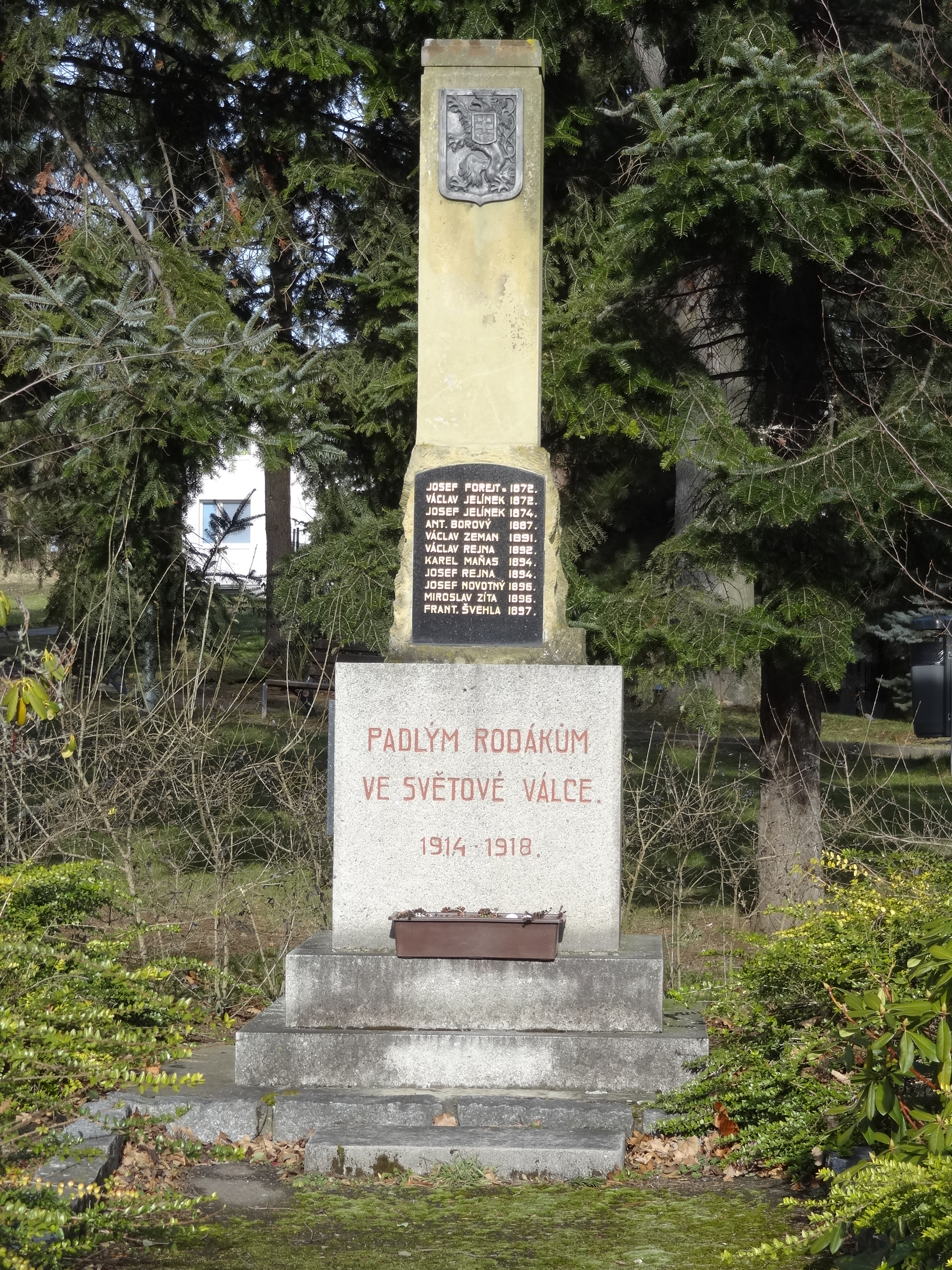
Pomník padlým
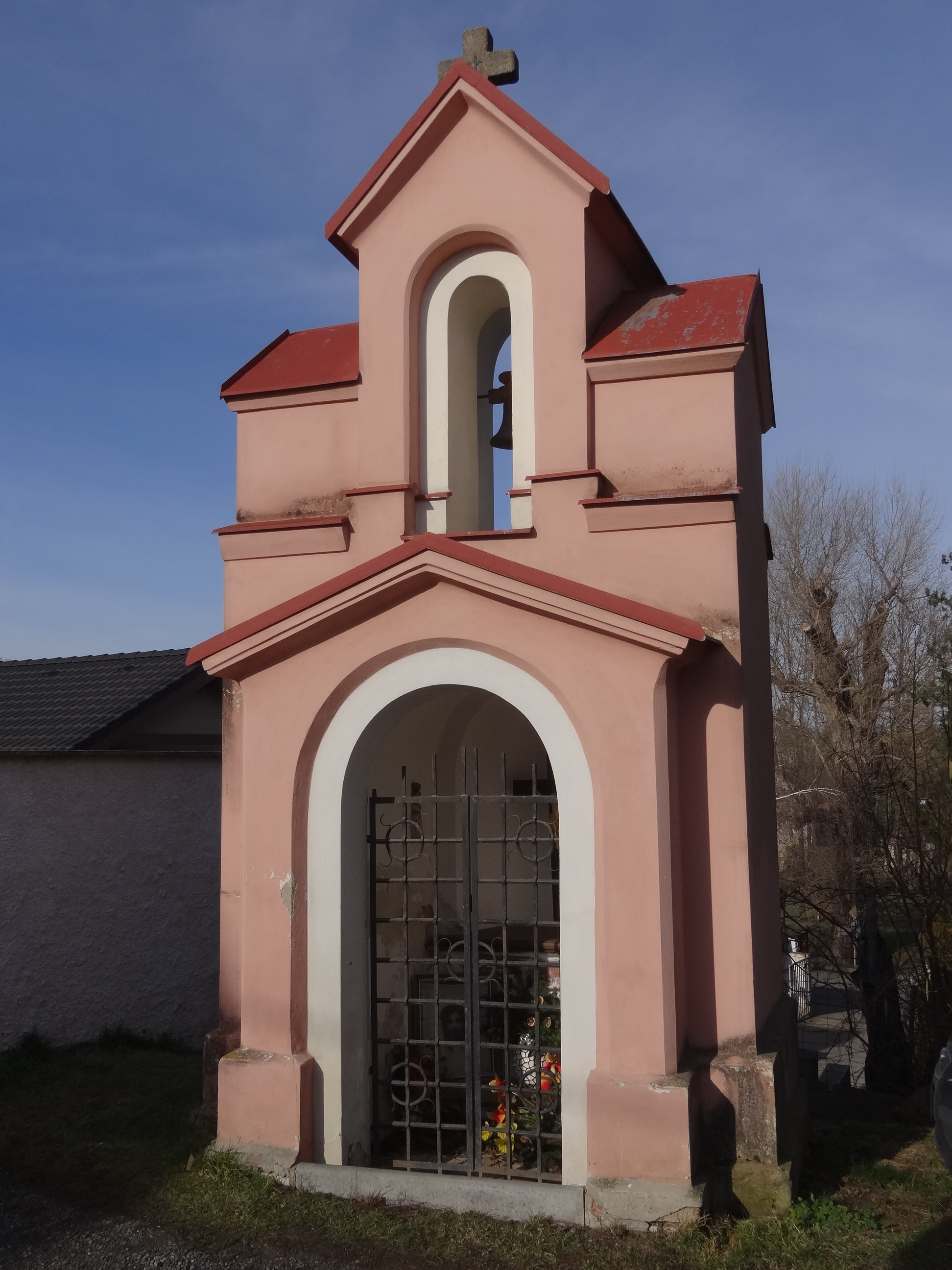
Kaple
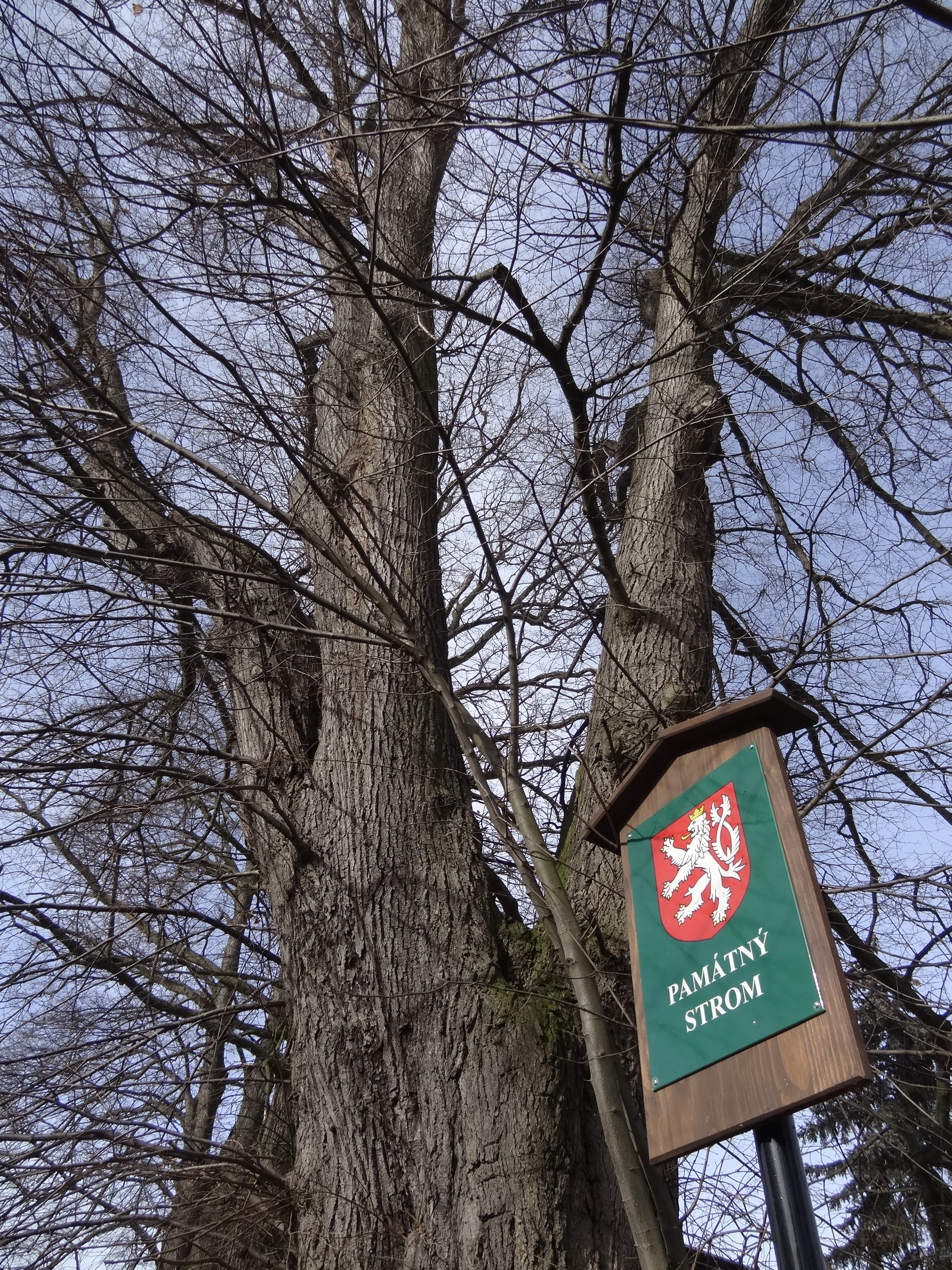
Památná lípa u rasovny
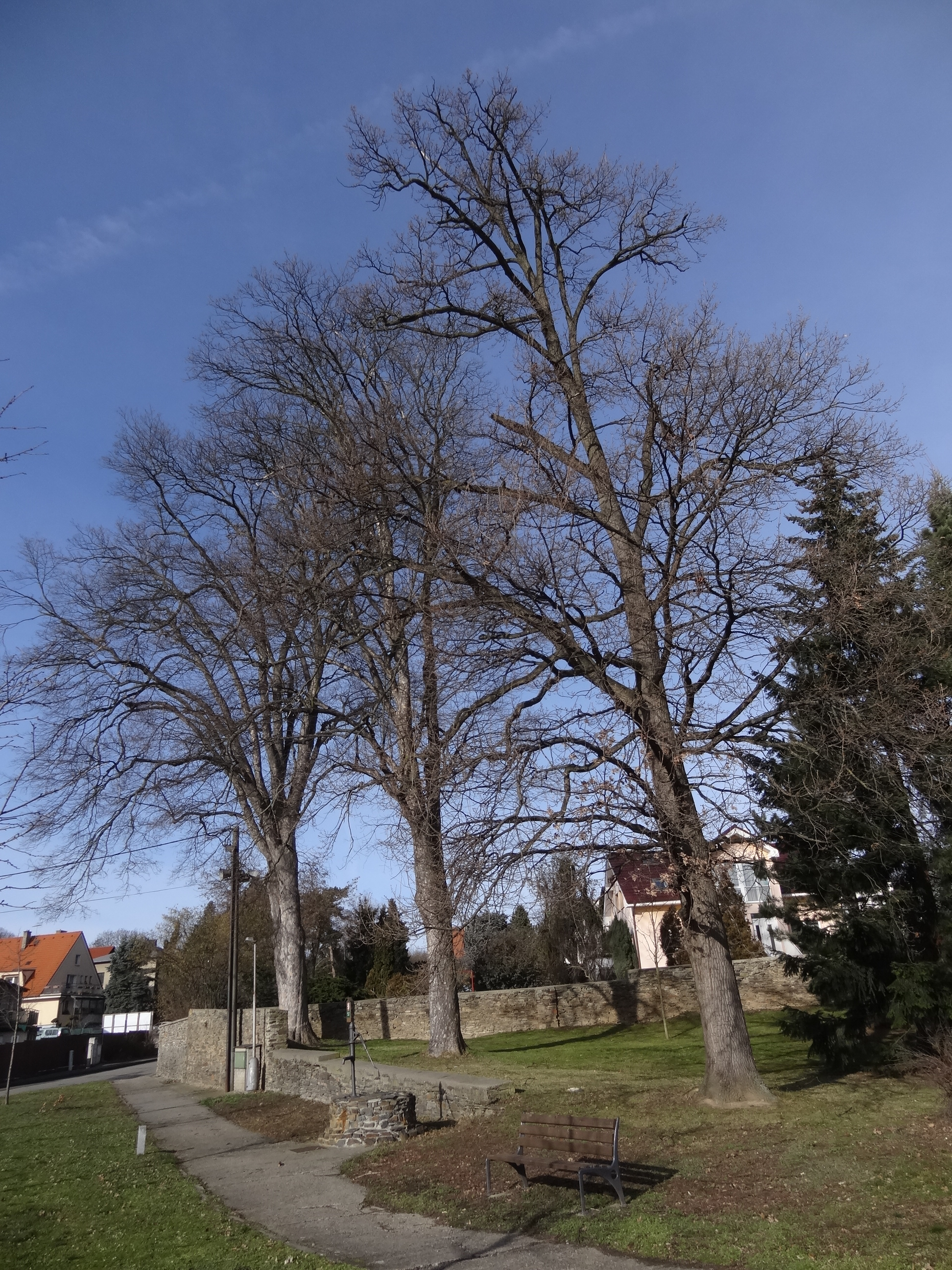
Dobřejovické kleny
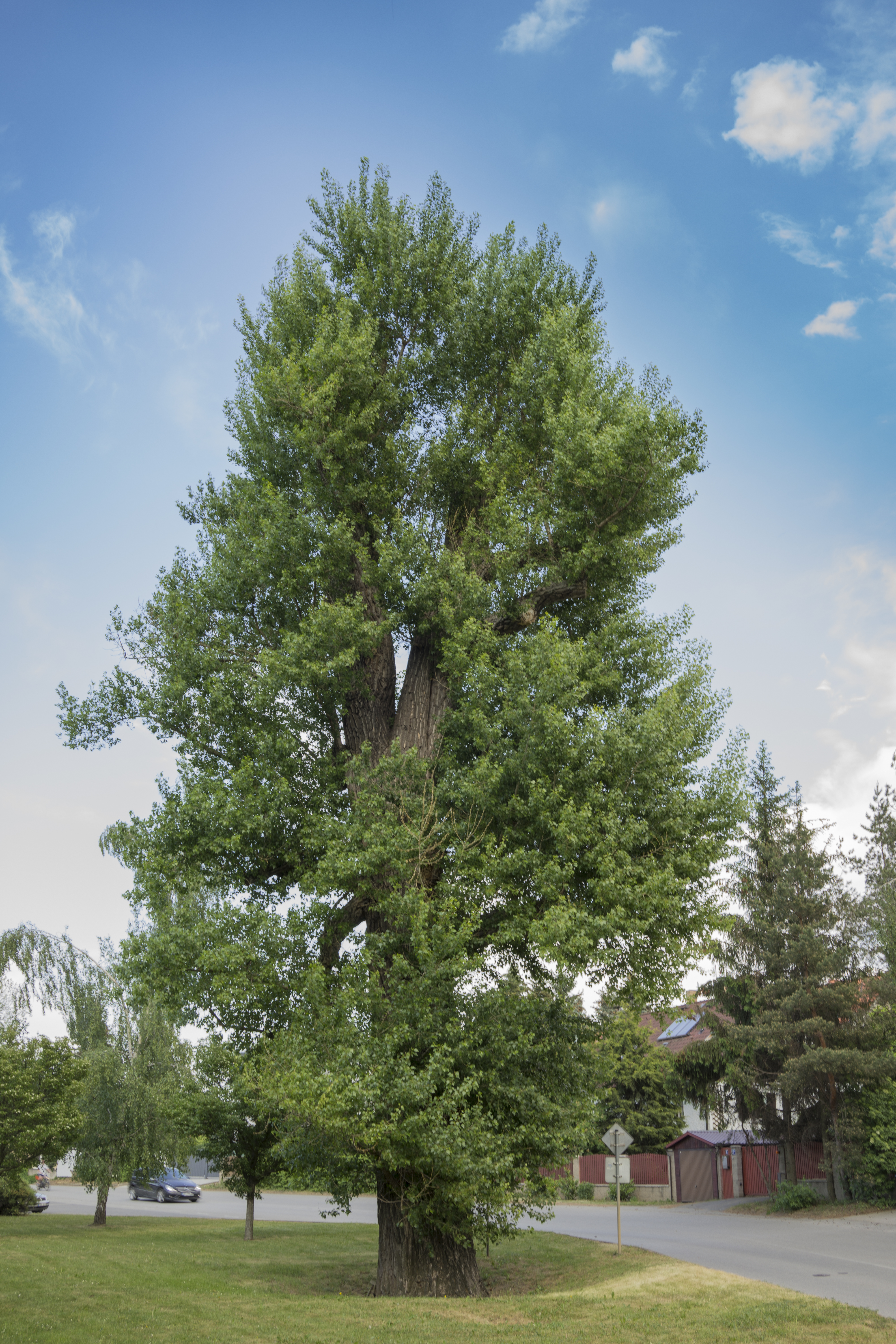
Dobřejovický topol
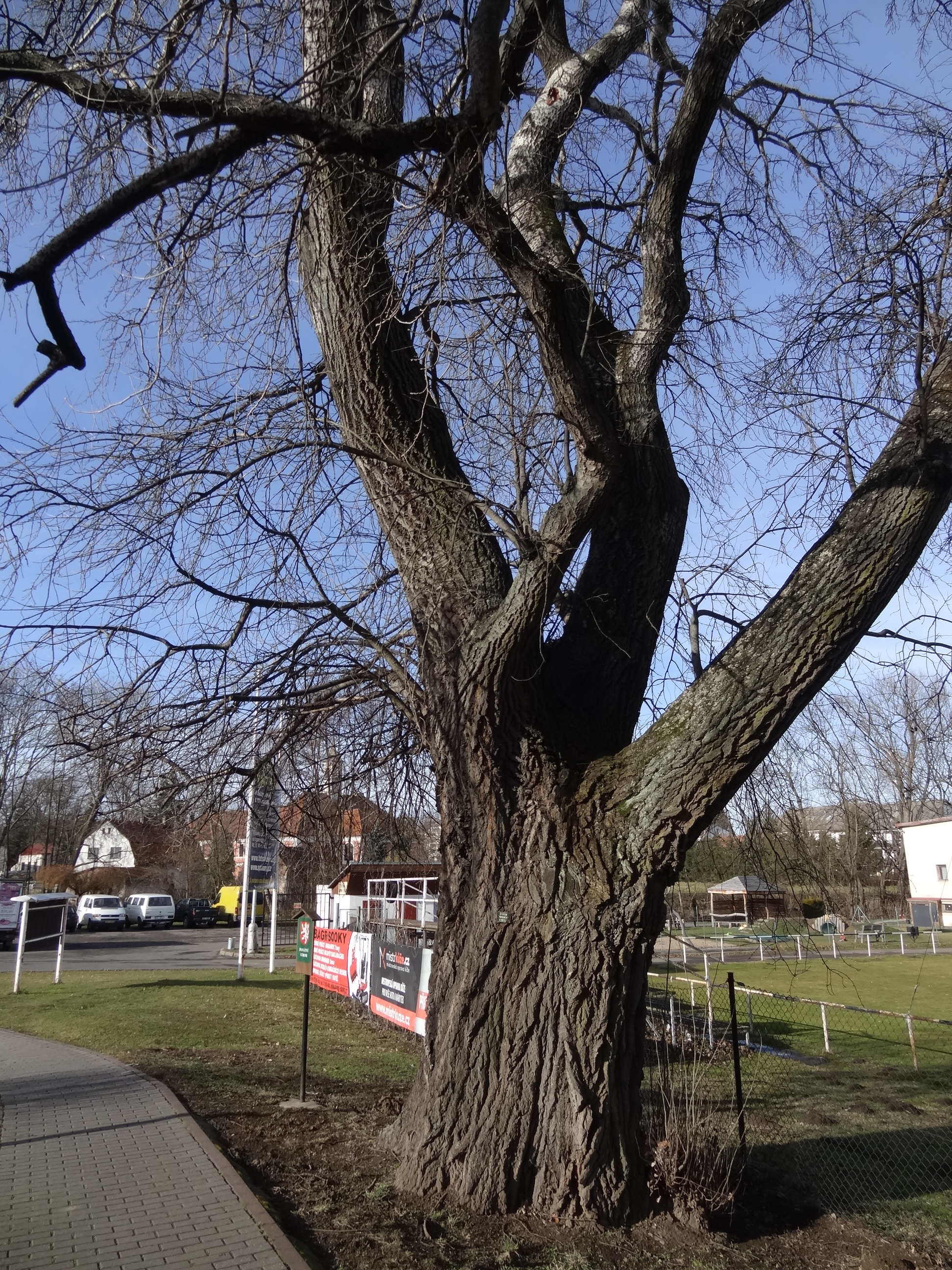
Dobřejovická linda